# Odlučivanje
Odlučivanje je bit planiranja i ono predstavlja odabir nekog smjera djelovanja između više alternativa. Rezultat odlučivanja jest odluka. Odlučivanje je proces iznalaženja većeg broja inačica (alternativnih) rješenja nekog problema ili stanja radi kojeg je proces i pokrenut.

## Proces odlučivanja
Da bi se proces odlučivanja pokrenuo potrebno je ispuniti nekoliko uvjeta:
- Postojanje jaza (anomalije) između postavljenih ciljeva i trenutnog stanja
- Postojanje svjesnosti kod menadžera o toj pojavi
- Postojanje volje kod menadžera (donositelja odluke) za promjenom, tj. uklanjanjem te anomalije
- Postojanje odgovarajućih resursa za djelovanje

1. traganje za alternativama

Podrazumijeva generiranje svih mogućih smjerova djelovanja (alternativa) koji ostavaruju isti (rezultat) cilj s višom ili manjom efikasnošću.
1. vrednovanje alternativa

Alternative koje smo generirali sad obrađujemo, sortiramo, analiziramo, i evaluiramo (ocjenjujemo) s ciljem da iznađemo optimlanu alternativu (smjer djelovanja) koja će dati najbolji rezultat u ostvarivanju zacrtanog cilja. Bilo da se radi o povećanju profita, smanjenju troškova po jedinici proizvoda u proizvodnji ili prodaji, povećanju asortimana ...
1. - kvantitativni i kvalitativni čimbenici
  - granična analiza
  - analiza učinkovitosti troškova (cost-benefit analiza)
2. odabir alternative
  - U odabiru alternative se mogu koristiti tri (3) pristupa :
    - iskustvo
    - eksperimentiranje
    - istraživanje i analiza

## Vrste odluka

### Programirane odluke
Programirane odluke se primjenjuju na rutinske (strukturirane) probleme, najčešće su to poslovi koji se ponavljaju. U tom odlučivanju se koristi iskustvo i prethodno ustanovljeni kriteriji. Postupak odlučivanja je poznat i većinom je to na osnovi prethodnih slučajeva. Programirane odluke najviše donose menadžeri nižih organizacijskih razina.

### Neprogramirane odluke
Neprogramirane odluke se primjenjuju u novim, slabo definiranim situacijama koje se ne ponavljaju za razliku od programiranih odluka. To su uglavnom strateške odluke i donose ih menadžeri viših organizacijskih razina.

## Odlučivanje u uvjetima neizvjesnosti
Većina odluka koje menadžeri donose su u uvjetima neizvjesnosti. Vrlo su rijetke situacije kada su ljudi sigurni što će se dogoditi kada donesu neku odluku.
U cilju poboljšanja odlučivanja u uvjetima neizvjesnosti razvijeni su suvremeni principi koji takvo odlučivanje mogu učiniti kvalitetnijim i boljim.

### Analiza rizika
Svatko želi znati veličinu i prirodu rizika koji se veže uz donošenje odluke u određenoj situaciji. Analiza rizika se u većini slučajeva temelji na procjenama i vjerojatnostima.

### Stablo odlučivanja
Temelji se na odnosima između strategije i trenutnog stanja. Stablo prikazuje šanse i vjerojatnosti povezane s različitim pravcima za koje se možemo odlučiti. 
Primjer stabla odlučivanja možete pogledati ovdje

### Teorija preferencije
Temelji se na shvaćanju da su neki pojedinci spremni preuzeti više rizika od onih na koje upućuje vjerojatnost dok su drugi spremni preuzeti manje rizika.

## Faze odlučivanja
Odlučivanje je proces, te kao svaki proces ima svoje faze. 
Donošenje odluka dijeli se u četiri faze: svijest o potrebi za odlukom, priprema odluke, donošenje odluke i provedba odluke.
Ova podjela može se detaljizirati. U skladu s tim postupak odlučivanja i donošenja odluka ima sljedeće faze: identifikacija problema,  definiranje ciljeva, donošenje preliminarne odluke,  generiranje liste mogućih rješenja, evaluacija mogućih rješenja, odabir rješenja,  provođenje odluke u praksi, praćenje izvršenja odluke.
Identifikacija problema, definiranje ciljeva, donošenje preliminarne odluke, generiranje liste mogućih rješenja, te evaluacija mogućih rješenja spada u fazu pripreme odluke. Identifikacija problema je spoznaja da problem postoji. Problem se mora moći točno definirati.  Ako se problem krivo definira, kvalitetno rješenje problema nije moguće. Definiranjem zadataka određuje se cilj ili ciljevi koji se žele postići. Donesena i implementirana odluka mora nastojati dosegnuti zacrtane ciljeve. 
Prije nego što se ponude različite inačice rješenja problema potrebno je skupiti dovoljnu količinu informacija. Generiranje liste mogućih rješenja je podfaza u kojoj se oblikuju moguće varijante odluke odnosno rješenja problema. Nakon generiranja mogućih rješenja vrednuju se sva predložena rješenja te se ocjenjuju. 
U fazi donošenja odluke izabire se jedna od prethodno generiranih inačica rješenja. Donesena odluka realizira se u fazi provedbe odluke. U fazi praćenja izvršenja odluke provjerava se i prati provođenje odluke u djelo. Ova faza može uključivati praćenje rezultata odluke, praćenje ispravnosti implementacije i slično.
Za kvalitetno donošenje odluke ne bi se smjelo preskočiti ni jednu navedenu fazu.

## Poveznice
- Analiza rizika (engl.)
- Stablo odlučivanja (engl.)